# Ménétréol-sous-Sancerre
Ménétréol-sous-Sancerre est une commune française du canton de Sancerre, dans le département du Cher, en région Centre-Val de Loire.

## Géographie
La commune de Ménétréol-sous-Sancerre est située au nord-est du Cher et à l'est du canton de Sancerre, entre les communes de Tracy-sur-Loire et Sancerre au nord et Thauvenay au sud. À l'est, la Loire forme une limite entre la région Centre-Val de Loire et la Bourgogne.
D’une superficie de 567 ha, cette commune offre des paysages de bois, de coteaux où est cultivée la vigne, et une plaine alluviale favorable à l'élevage de bovins et de caprins ainsi qu'à la  production céréalière. Le canal latéral à la Loire, les cours des rivières de la Vauvise et du Moule traversent la commune parallèlement à la route départementale D 920.

### Climat
Pour des articles plus généraux, voir Climat du Centre-Val de Loire et Climat du Cher.
En 2010, le climat de la commune est de type climat océanique dégradé des plaines du Centre et du Nord, selon une étude du CNRS s'appuyant sur une série de données couvrant la période 1971-2000. En 2020, Météo-France publie une typologie des climats de la France métropolitaine dans laquelle la commune est exposée à un climat océanique altéré et est dans la région climatique  Centre et contreforts nord du Massif Central, caractérisée par un air sec en été et un bon ensoleillement. 
Pour la période 1971-2000, la température annuelle moyenne est de 11 °C, avec une amplitude thermique annuelle de 15,9 °C. Le cumul annuel moyen de précipitations est de 705 mm, avec 11,4 jours de précipitations en janvier et 7 jours en juillet. Pour la période 1991-2020, la température moyenne annuelle observée sur la station météorologique la plus proche, située sur la commune de Léré à 17 km à vol d'oiseau, est de 11,6 °C et le cumul annuel moyen de précipitations est de 710,5 mm,. Pour l'avenir, les paramètres climatiques de la commune estimés pour 2050 selon différents scénarios d'émission de gaz à effet de serre sont consultables sur un site dédié publié par Météo-France en novembre 2022.

## Urbanisme

### Typologie
Au 1er janvier 2024, Ménétréol-sous-Sancerre est catégorisée commune rurale à habitat dispersé, selon la nouvelle grille communale de densité à 7 niveaux définie par l'Insee en 2022.
Elle est située hors unité urbaine. Par ailleurs la commune fait partie de l'aire d'attraction de Saint-Satur - Sancerre, dont elle est une commune de la couronne,. Cette aire, qui regroupe 14 communes, est catégorisée dans les aires de moins de 50 000 habitants,.

### Occupation des sols
L'occupation des sols de la commune, telle qu'elle ressort de la base de données européenne d’occupation biophysique des sols Corine Land Cover (CLC), est marquée par l'importance des territoires agricoles (78,2 % en 2018), en augmentation par rapport à 1990 (74 %). La répartition détaillée en 2018 est la suivante : 
terres arables (29 %), prairies (20,3 %), cultures permanentes (16,7 %), zones agricoles hétérogènes (12,2 %), forêts (10,4 %), eaux continentales (9 %), espaces ouverts, sans ou avec peu de végétation (2,4 %).
L'évolution de l’occupation des sols de la commune et de ses infrastructures peut être observée sur les différentes représentations cartographiques du territoire : la carte de Cassini (XVIIIe siècle), la carte d'état-major (1820-1866) et les cartes ou photos aériennes de l'IGN pour la période actuelle (1950 à aujourd'hui).

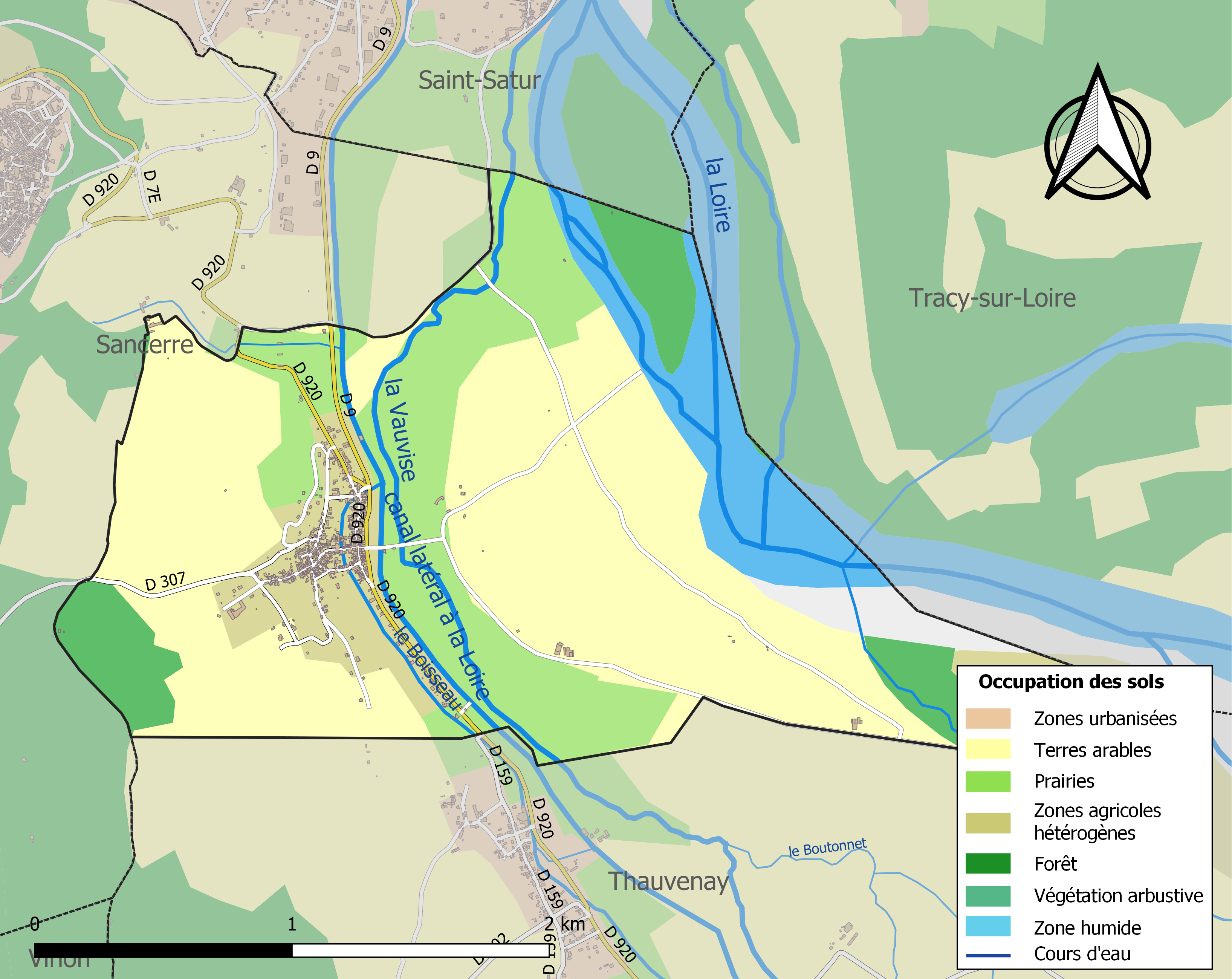
Carte des infrastructures et de l'occupation des sols de la commune en 2018 (CLC).

### Risques majeurs
Le territoire de la commune de Ménétréol-sous-Sancerre est vulnérable à différents aléas naturels : météorologiques (tempête, orage, neige, grand froid, canicule ou sécheresse), inondations, mouvements de terrains et séisme (sismicité très faible). Il est également exposé à un risque technologique, la rupture d'un barrage. Un site publié par le BRGM permet d'évaluer simplement et rapidement les risques d'un bien localisé soit par son adresse soit par le numéro de sa parcelle.

#### Risques naturels
Certaines parties du territoire communal sont susceptibles d’être affectées par le risque d’inondation par débordement de cours d'eau, notamment le canal latéral à la Loire, la Loire, la Vauvise et le Boisseau. La commune a été reconnue en état de catastrophe naturelle au titre des dommages causés par les inondations et coulées de boue survenues en 1982, 1986, 1999, 2000, 2001, 2003 et 2008,.

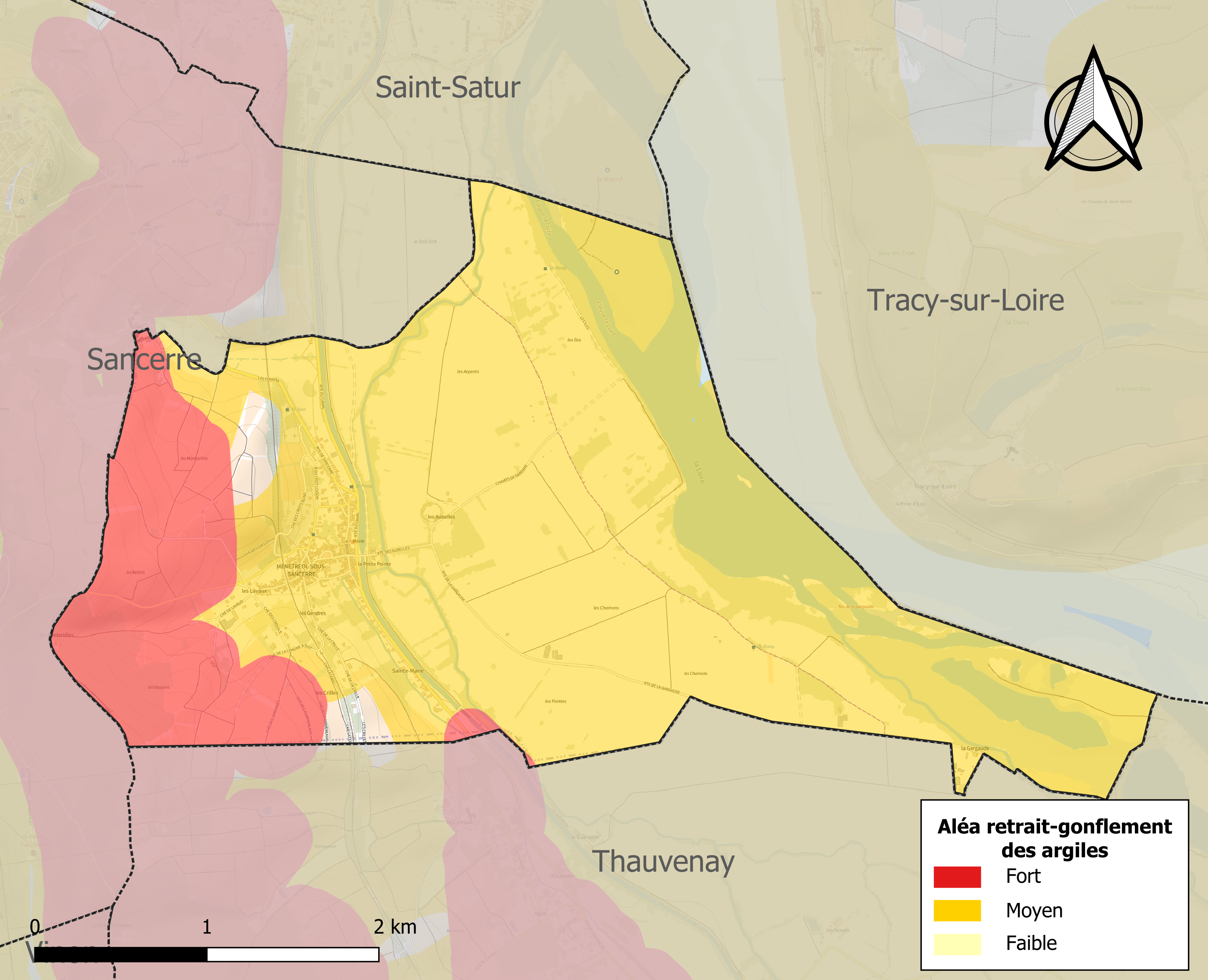
Carte des zones d'aléa retrait-gonflement des sols argileux de Ménétréol-sous-Sancerre.

La commune est vulnérable au risque de mouvements de terrains constitué principalement du retrait-gonflement des sols argileux. Cet aléa est susceptible d'engendrer des dommages importants aux bâtiments en cas d’alternance de périodes de sécheresse et de pluie. 98 % de la superficie communale est en aléa moyen ou fort (90 % au niveau départemental et 48,5 % au niveau national). Sur les 313 bâtiments dénombrés sur la commune en 2019, 312 sont en aléa moyen ou fort, soit 100 %, à comparer aux 83 % au niveau départemental et 54 % au niveau national. Une cartographie de l'exposition du territoire national au retrait gonflement des sols argileux est disponible sur le site du BRGM,.
Concernant les mouvements de terrains, la commune a été reconnue en état de catastrophe naturelle au titre des dommages causés par la sécheresse en 1989, 2018 et 2020 et par des mouvements de terrain en 1999.

#### Risques technologiques
Une partie du territoire de la commune est en outre située en aval d'une digue. À ce titre elle est susceptible d’être touchée par l’onde de submersion consécutive à la rupture de cet ouvrage.

## Histoire
Ménétréol tire son nom du latin monasterellum, monasteriolum qui signifie « petit monastère » ou « petite église ». Le village s'est construit, depuis le XIe siècle et jusqu'au XIXe siècle, autour de sa principale richesse : la culture de la vigne.
Dès le XIe siècle, l’Abbaye de Saint-Satur entreprend le déboisement de ce territoire et installe des convers afin de défricher les terres et cultiver la vigne. Au cœur de ce domaine viticole, elle établit un prieuré. Cette fondation est à l’origine de la paroisse de Ménétréol (dont le nom provient du nom latin monasterium).
En 1145, lors d’un conflit entre la papauté et les seigneurs laïcs locaux, le village est incendié. Cependant peu de temps après, l’octroi par le comte de Sancerre, Étienne Ier, d’une charte de franchise (suppression d’un certain nombre de droits banaux, liberté accrue...) favorise le développement du village.
Principale détentrice de biens fonciers, l’abbaye n’en est pas moins vassale du comte de Sancerre qui octroie aux habitants de Ménétréol, au 3e quart du XIIe siècle, une charte de franchise. C’est à cette époque que l’on peut dater la construction du château des Aubelles, lieu d’agrément des comtes de Sancerre : les garennes de Thauvenay offraient un territoire de chasse et les grasses prairies du Val apportaient en abondance la nourriture des chevaux. Au XIIIe siècle, Ménétréol-sous-Sancerre appartenait au chevalier Guilaume de Ménétréol et au comte Louis Ier de Sancerre. Le prieuré, placé sous le patronage de saint Hilaire, était la propriété des moines de l'abbaye Saint-Satur.
Cette paroisse subit, comme l’ensemble du comté, les exactions des troupes armées au cours du XIVe siècle et du début du XVe siècle (prise de Ménétréol en 1361 par Robert Knowles) ; après la guerre de Cent Ans, la vitalité du village vigneron de Ménétréol et la proximité de la ville de Sancerre attirent une population de notables, d’hommes de loi, d’officiers, auxquelles s’ajoutent à la fin XVIe siècle des familles catholiques fuyant la place forte protestante. La paroisse de Ménétréol est à cette époque une des plus peuplées du comté.
Le 4 août 1728, Louise Élisabeth de Bourbon, princesse de Conti ... « fit son entrée et prit possession de la ville et conté de Sancerre visita leglise des dames relligieuses leglise de paroisse estant tombé en ruines depuis deux ans et plus visita et fit collation au pied de la tour et ensuit descendit a pied avec toutte sa suite. Monsieur le conte d'Aurroy seigneur du chasteau de la Grange, Mr le Barron de Pesseliere, plusieurs autres seigneurs et la justice en robe accompagnant son Altesse entra dans les moulins de cette paroisse pour les voir par curiosité monta dans son carosse avec tout son cortege et passa dans le grand guay pour aller ensuitte au chatteau de la Grange Chaumont d'ou elle ettoit sorty le matin, elle y a fait sa demeure pendant huit jours pleins en est party le » 9 août... « Elle a esté complimentée le 6 août par moy prieur curé de ce lieu accompagné de bon nombre dhabitans dans la chambre qui est acosté de la grande salle dudit chatteau de la Grange Chaumont. Il fut fait a la Varenne deux feux de joye lun le dimanche 1er jour d'Aoust jour de larrivée de la Princesse et l'autre le dimanche suivant veille de son départ. Tous les habitans sous ses armes Les sieurs Nourrissat de... capitaine, le sieur Billacois notaire de celieu lieutenant et le sieur François Poignant enseigne Maistre Desreaux chirurgien sergent Ant. Roger tambour ».
« Les dits habitans ont aussy présenté a son Altesse deux paniers de beaux brochets peches dans la riviere apartenants aud habitans le premier present fut fait le vendredy 6 Aoust et lautre offert le dimanche 8 ».
En 1832, la création du canal latéral à la Loire modifie considérablement le paysage communal. Cette nouvelle voie navigable, plus fiable que la Loire au débit capricieux, contribue à l’assainissement des zones marécageuses autour de la rivière de la Vauvise, alors déviée et canalisée. Elle facilite également le transport des marchandises (ciment, pierre, chaux, vin), en particulier vers Paris par le canal de Briare. L’économie locale s’en trouve bonifiée. Jusqu’à la crise du phylloxéra, la population augmente pour atteindre plus de 1 350 habitants en 1891 (dont 200 vignerons).
Le tabac a été cultivé à Ménétréol à partir 1945. Il y eut jusqu'à 27 planteurs. La culture du tabac prit son plein essor, vers 1950, bénéficiant d'une main-d'œuvre familiale nombreuse. Le tabac assurerait alors un complément de revenu aux vignerons et agriculteurs qui le cultivaient sur de petites surfaces. Sa culture cessa définitivement en 1984.

## Politique et administration
| Période                                  | Période  | Identité        | Étiquette | Qualité                         |
| ---------------------------------------- | -------- | --------------- | --------- | ------------------------------- |
| Les données manquantes sont à compléter. |          |                 |           |                                 |
| 18..                                     | 18..     | Louis Gaudry    |           |                                 |
| 194.                                     | 194.     | Victor Bouillot |           |                                 |
| mars 2001                                | mai 2020 | Roger Laurent   |           | Retraité de profession libérale |
| mai 2020                                 | En cours | Pascale Marq,   | DVG       | Profession libérale             |

## Démographie
L'évolution du nombre d'habitants est connue à travers les recensements de la population effectués dans la commune depuis 1793. Pour les communes de moins de 10 000 habitants, une enquête de recensement portant sur toute la population est réalisée tous les cinq ans, les populations de référence des années intermédiaires étant quant à elles estimées par interpolation ou extrapolation. Pour la commune, le premier recensement exhaustif entrant dans le cadre du nouveau dispositif a été réalisé en 2004.

En 2022, la commune comptait 296 habitants, en évolution de −5,73 % par rapport à 2016 (Cher : −2,48 %, France hors Mayotte : +2,11 %).
| 1793 | 1800 | 1806 | 1821 | 1831 | 1836 | 1841 | 1846  | 1851  |
| ---- | ---- | ---- | ---- | ---- | ---- | ---- | ----- | ----- |
| 718  | 726  | 734  | 843  | 894  | 886  | 993  | 1 067 | 1 122 |

| 1856  | 1861  | 1866  | 1872  | 1876  | 1881  | 1886  | 1891  | 1896 |
| ----- | ----- | ----- | ----- | ----- | ----- | ----- | ----- | ---- |
| 1 099 | 1 124 | 1 123 | 1 094 | 1 057 | 1 000 | 1 013 | 1 358 | 897  |

| 1901 | 1906 | 1911 | 1921 | 1926 | 1931 | 1936 | 1946 | 1954 |
| ---- | ---- | ---- | ---- | ---- | ---- | ---- | ---- | ---- |
| 773  | 757  | 715  | 612  | 573  | 538  | 573  | 462  | 461  |

| 1962 | 1968 | 1975 | 1982 | 1990 | 1999 | 2004 | 2006 | 2009 |
| ---- | ---- | ---- | ---- | ---- | ---- | ---- | ---- | ---- |
| 406  | 390  | 436  | 389  | 353  | 354  | 360  | 347  | 391  |

| 2014 | 2019 | 2022 | - | - | - | - | - | - |
| ---- | ---- | ---- | - | - | - | - | - | - |
| 323  | 316  | 296  | - | - | - | - | - | - |

## Économie
- Agriculture :
  - Céréales : blé, maïs, tournesol, etc.
  - Horticulture.
  - Viticulture : vignoble de Sancerre.
- Élevages bovin et caprin : viandes et fromages de chèvre (AOC crottin de Chavignol).
- Services : boulangerie, La Poste, cafés, hôtel et restaurants.
- Tourisme : petit port de plaisance sur le canal latéral à la Loire, résidences secondaires, proximité de la Loire.

## Vie locale

### Sports et culture
La commune dispose d'une aire de loisirs, au bord de la rivière Vauvise, où les sportifs peuvent pratiquer le football et la pétanque. La course à pied et le VTT peuvent aisément être pratiqués sur les routes et les chemins communaux. Une course automobile, de niveau régional, est organisée chaque printemps au départ de la commune.

### Loisirs
- La pêche loisir est facilitée par la présence sur la commune d'un fleuve, la Loire, d'un canal (eaux domaniales 2e catégorie), d'une rivière, la Vauvise (eaux non domaniales de 2e catégorie), et de plans d'eau communaux. On peut y pêcher :
  - dans le canal latéral à la Loire : carpe, sandre, gardon, silure, brème commune, etc. ;
  - dans la Loire : ablette, gardon, goujon, carpe, brochet, sandre, silure, etc.
- La randonnée canoë-kayak[29]. Le parcours canoë-kayak sur la Loire, ayant pour arrivée Saint-Thibault-sur-Loire (faubourg de Saint-Satur), passe au niveau de Ménétréol-sous-Sancerre. Le canoë permet de découvrir, au fil de l'eau, la faune et la flore ligériennes et des îles de la Gargaude.
- La randonnée pédestre[30] peut se pratiquer sur deux parcours balisés :

- parcours « Loire et Vignoble » : Ménétréol-sous-Sancerre (bourg-départ), Les Aubelles (cf. section « Monuments et sites »), Les Chamsons, Le Guénetin, Thauvenay, Le Carroux, Ménétréol-sous-Sancerre (bourg-arrivée),
longueur : 7 km,
durée moyenne : 1 h 30 ;
- parcours « L'Orme au Loup » :
longueur : 11 km,
durée moyenne : 3 h,
balisage : jalons « Le Cher pas à pas »,
altitudes : 145 m - 245 m.
- Parcours « La Loire à vélo ».

## Culture locale et patrimoine

### Monuments et sites
- Le village vigneron : ses maisons, solides bâtisses du XVIe siècle et du XVIIe siècle, avec leur cave semi-enterrée et leur escalier extérieur typique.
- L'église Saint-Hilaire. Au Moyen Âge, le clocher de l'actuelle église paroissiale faisait partie du prieuré de Ménétréol qui était l'un des principaux prieurés de l'abbaye Saint-Satur. À voir dans cette église, au plan crucial : son chevet pentagonal, sa tour-clocher romane orientée vers l'ouest, sa corniche à modillons, sa vaste nef rectangulaire non voûtée, son chœur encadré par deux chapelles du XVIIe siècle.
- Les îles de la Gargaude[31]. Ce site boisé, également lieu de découverte, de promenade et de détente, doit son nom à son passé où il était détaché de la berge et du lit majeur de la Loire. Ce site préservé constitue une mosaïque de milieux naturels formée de pelouses sèches, d'eau libre et de forêts alluviales accueillant une faune riche dont le brochet, le castor européen, le Pic Noir, le Pic mar, la mésange boréale et le héron bihoreau.
- Le petit port de plaisance sur le canal latéral à la Loire. Cette halte nautique, entre les écluses de Bannay et de Thauvenay, est ouverte de Pâques à novembre. Elle propose huit places pour bateaux et des services (points d'eau, d'électricité, sanitaires et poubelles) aux plaisanciers.
- Le château des Aubelles (XIIe siècle). Il a été construit sur une ancienne île de la Loire, pour le comte de Sancerre, sur un modèle peu courant au Moyen Âge[32]. La forteresse dotée d'une tour-porte ne pouvait opposer qu'une faible résistance aux assaillants. L'ancienne résidence de campagne des comtes de Sancerre a été rapidement délaissée lors de la guerre de Cent Ans. Elle fut alors transformée en simple exploitation agricole. Les murs étaient initialement entourés de douves remplies d'eau, alimentées par les eaux de la Vauvise[33].
- Les deux anciens viaducs ferroviaires de l'ancienne ligne de Saint-Germain-du-Puy à Cosne-Cours-sur-Loire dont le plus grand, long de 232 m, est le viaduc de Lestang. Construits au XIXe siècle, ces ponts de pierre et d'acier étaient réservés aux trains de la ligne stratégique reliant les ateliers d'armement de Bourges à Cosne-sur-Loire (Nièvre). Du haut de ces ponts, il est possible d'observer le village, le vignoble, le château et le donjon de l'ancienne forteresse de Sancerre ainsi que le Val de Loire.
- Les anciens moulins à eau de Ménétréol-sous-Sancerre.
- Le vignoble de Sancerre.

### Personnalités liées à la commune
- le Chevalier Guillaume de Ménétréol
- Louis Laurent, prieur curé de Ménétréol-sous-Sancerre et prieur de Cayrols entre 1735 et 1740.
- Le ministre et diplomate Jean-Guillaume Hyde de Neuville et son épouse artiste Anne Marguerite vécurent au château de l'Étang.